# Heteronardoa
Heteronardoa is een geslacht van zeesterren uit de familie Ophidiasteridae.				

## Soorten
- Heteronardoa carinata (Koehler, 1910)
- Heteronardoa diamantinae Rowe, 1976